# 하얀 곰
"하얀 곰"은 1968년 공개된 대한민국의 영화이다.

## 배역
- 신영균
- 김지미
- 허장강
- 김정훈